# Plougonven
Plougonven – miejscowość i gmina we Francji, w regionie Bretania, w departamencie Finistère.
Według danych na rok 2010 gminę zamieszkiwały 3293 osoby, a gęstość zaludnienia wynosiła 48 osób/km².